# Canton d'Arles
Le canton d'Arles est une circonscription électorale française du département des Bouches-du-Rhône créée par le décret du 27 février 2014 et entrée en vigueur lors des élections départementales de 2015.

## Histoire
Un nouveau découpage territorial des Bouches-du-Rhône entre en vigueur à l'occasion des élections départementales de mars 2015, défini par le décret du 27 février 2014, en application des lois du 17 mai 2013 (loi organique 2013-402 et loi 2013-403). Les conseillers départementaux sont, à compter de ces élections, élus au scrutin majoritaire binominal mixte. Les électeurs de chaque canton élisent au Conseil départemental, nouvelle appellation du Conseil général, deux membres de sexe différent, qui se présentent en binôme de candidats. Les conseillers départementaux sont élus pour 6 ans au scrutin binominal majoritaire à deux tours, l'accès au second tour nécessitant 12,5 % des inscrits au 1er tour. En outre la totalité des conseillers départementaux est renouvelée. Ce nouveau mode de scrutin nécessite un redécoupage des cantons dont le nombre est divisé par deux avec arrondi à l'unité impaire supérieure si ce nombre n'est pas entier impair, assorti de conditions de seuils minimaux. Dans les Bouches-du-Rhône, le nombre de cantons passe ainsi de 57 à 29.
Le nouveau canton d'Arles est formé des fractions de la commune d'Arles réunies (Arles-Ouest et Arles-Est) (1 commune) et de communes issues des cantons de Port-Saint-Louis-du-Rhône (1 commune) et de Saintes-Maries-de-la-Mer (1 commune). Le canton est entièrement inclus dans l'arrondissement de Arles. Le bureau centralisateur est situé à Arles.

## Représentation
| Période élective | Période élective | Mandat | Mandat | Identité        | Nuance | Nuance | Qualité                                                                    |
| ---------------- | ---------------- | ------ | ------ | --------------- | ------ | ------ | -------------------------------------------------------------------------- |
| 2015             | 2021             | 2015   | 2021   | Nicolas Koukas  |        | PCF    | Cadre - Ancien adjoint au Maire d'Arles, conseiller municipal depuis 2020  |
| 2015             | 2021             | 2015   | 2021   | Aurore Raoux    |        | PCF    | Professeur des écoles, conseillère municipale de Port-Saint-Louis-du-Rhône |
| 2021             | 2027             | 2021   | 2027   | Martial Alvarez |        | DVC    | Ouvrier Maire de Port-Saint-Louis-du-Rhône                                 |
| 2021             | 2027             | 2021   | 2027   | Mandy Graillon  |        | DVC    | Directrice de cabinet Deuxième adjointe au Maire d’Arles depuis 2020       |

### Résultats détaillés

#### Élections de mars 2015
À l'issue du 1er tour des élections départementales de 2015, deux binômes sont en ballottage : Nicolas Koukas et Aurore Raoux (PCF, 36,13 %) et Jean-Pierre Magini et Valérie Villanove (FN, 35,35 %). Le taux de participation est de 49,84 % (23 026 votants sur 46 200 inscrits) contre 48,55 % au niveau départemental et 50,17 % au niveau national.
Au second tour, Nicolas Koukas et Aurore Raoux (PCF) sont élus avec 53,12 % des suffrages exprimés et un taux de participation de 54,08 % (12 223 voix pour 24 987 votants et 46 201 inscrits).
Aurore Raoux siège dans le groupe communiste.

#### Élections de juin 2021
Le premier tour des élections départementales de 2021 est marqué par un très faible taux de participation (33,26 % au niveau national). Dans le canton d'Arles, ce taux de participation est de 35,51 % (16 270 votants sur 45 820 inscrits) contre 32,44 % au niveau départemental. À l'issue de ce premier tour, deux binômes sont en ballottage : Martial Alvarez et Mandy Graillon (DVC, 39,93 %) et Nicolas Koukas et Aurore Raoux (Union à gauche, 27,27 %).
Le second tour des élections est marqué une nouvelle fois par une abstention massive équivalente au premier tour. Les taux de participation sont de 34,3 % au niveau national, 35,52 % dans le département et 38,99 % dans le canton d'Arles. Martial Alvarez et Mandy Graillon (DVC) sont élus avec 61,7 % des suffrages exprimés (10 434 voix pour 17 868 votants et 45 824 inscrits),,.

## Composition
Le nouveau canton d'Arles comprend trois communes entières.
| Nom                           | Code Insee | Intercommunalité                   | Superficie (km2) | Population (dernière pop. légale) | Densité (hab./km2) | Modifier                                    |
| ----------------------------- | ---------- | ---------------------------------- | ---------------- | --------------------------------- | ------------------ | ------------------------------------------- |
| Arles (bureau centralisateur) | 13004      | CA Arles-Crau-Camargue-Montagnette | 758,93           | 51 156 (2022)                     | 67                 | modifier les données · modifier les données |
| Port-Saint-Louis-du-Rhône     | 13078      | Métropole d'Aix-Marseille-Provence | 73,38            | 8 510 (2022)                      | 116                | modifier les données · modifier les données |
| Saintes-Maries-de-la-Mer      | 13096      | CA Arles-Crau-Camargue-Montagnette | 374,61           | 2 278 (2022)                      | 6,1                | modifier les données · modifier les données |
| Canton d'Arles                | 1304       |                                    | 1 206,92         | 61 944 (2022)                     | 51                 | modifier les données                        |

## Démographie
En 2022, le canton comptait 61 944 habitants, en évolution de −3,03 % par rapport à 2016 (Bouches-du-Rhône : +2,48 %, France hors Mayotte : +2,11 %).
| 2013   | 2018   | 2022   |
| ------ | ------ | ------ |
| 63 724 | 61 611 | 61 944 |